# Pop Will Eat Itself
Pop Will Eat Itself, également appelé PWEI ou The Poppies, est un groupe de rock alternatif britannique, originaire de Stourbridge, en Angleterre. Il est formé en 1986 avec des membres venus de Birmingham, de Coventry et de la Black Country. Initialement associé à la scène grebo, leur style a évolué pour incorporer des samples et des éléments de rock industriel.
Leur single le mieux classé est le hit de 1993 Get The Girl! Kill The Baddies!. Le remix de Love Missile F1-11 de Sigue Sigue Sputnik en 1987 et le titre Def. Con. One en 1988, ont aussi rencontré un certain succès. Après une séparation en 1996, et une brève reformation en 2005, ils ont publié leur premier album en plus de cinq ans en 2010.

## Biographie

### Débuts (1981–1988)
Une première permutation du groupe est formée en 1981 sous le nom de From Eden. Il se compose de Clint Mansell, Adam Mole, Chris Fradgley, Malcolm Treece etMiles Hunt (Treece et Hunt formeront The Wonder Stuff). From Eden recrute Graham Crabb pour remplacer Hunt à la batterie avant de se séparer.
Crabb, Mole et Mansell recrutent Richard March et changent de nom pour Wild and Wandering (connu localement sous Blind and Blundering). Leur nom s'inspire d'un album des Wasted Youth, 2,000 Light Ales From Home. Ils changent ensuite de nom pour Pop Will Eat Itself en 1986. Ce nom s'inspire d'une phrase dite dans un article de David Quantick sur Jamie Wednesday au magazine NME.
En 1986, le groupe publie le single Poppies Say Grrr! qui devient single de l'année au NME et playlistée par Janice Long sur la BBC Radio 1. En ce temps, le groupe s'inspire du hip-hop (Run DMC, Public Enemy et The Beastie Boys). Le groupe enregistre son premier album, Box Frenzy, avec Robert aux FON Studios de Sheffield en juin et juillet 1987. Il sera publié au label Chapter 22.
Le groupe atteint le Top 40 avec les singles Can U Dig It? et Wise Up! Sucker, This Is the Day...This Is the Hour...This Is This!. À la fin 1988, PWEI est invité par Rush Management en soutien à Run DMC à leur tournée européenne.

### Période RCA et fin (1989–1996)
Ils publient trois albums à succès chez RCA. Les deux premiers (…This is This! et Cure for Sanity) sont enregistrés avec le producteur Flood (Nine Inch Nails, U2 et Depeche Mode). Ils jouent en Europe et aux États-Unis, passant notamment au Reading Festival. Pour The Looks or the Lifestyle?, le groupe recrute Robert « Fuzz » Townshend. L'album est classé 15e du Top 30 Singles avec les singles Karmadrome et Bulletproof!.
Le groupe se sépare en 1996. Crabb se concentre sur son projet parallèle ambient, Golden Claw Musics. March et Townshend formeront le groupe big beat Bentley Rhythm Ace.

### Retour (2005)
Le groupe se réunit pour la première fois en huit ans, jouant un concert à Nottingham, Birmingham, et Londres en janvier 2005. Le groupe publie ensuite un extrait d'un nouvelle chanson, Sonic Noise Byte le 4 novembre 2005, en téléchargement torrent.

### Deuxième retour (depuis 2011)
En juillet 2011, le groupe réapparait, composé de Graham Crabb, Mary Byker (Gaye Bykers on Acid, Apollo 440, Pigface), Tim Muddiman (Gary Numan), Jason Bowld (Pitchshifter, Killing Joke) et Davey Bennett (This Burning Age). En octobre 2011 sort l'album New Noise Designed By a Sadist, chez Cooking Vinyl, produit par Monti et Rob Holliday (Sulpher, The Prodigy).
L'EP Watch The Bitch Blow est publié en mars 2014 chez PledgeMusic, et le single Reclaim the Game (Funk FIFA), est publié en juin 2014. Le 26 août 2016, PWEI joue à l'ouverture du festival Infest avec Fuzz Townshend à la batterie.

## Discographie

### Albums studio
| Year | Album details                                      | Peak chart positions | Peak chart positions | Peak chart positions |
| Year | Album details                                      | UK                   | AUS                  | US                   |
| ---- | -------------------------------------------------- | -------------------- | -------------------- | -------------------- |
| 1987 | Box Frenzy                                         | -                    | -                    | -                    |
| 1989 | This Is the Day...This Is the Hour...This Is This! | 24                   | -                    | 169                  |
| 1990 | Cure for Sanity                                    | 33                   | 51                   | -                    |
| 1992 | The Looks or the Lifestyle?                        | 15                   | -                    | -                    |
| 1994 | Dos Dedos Mis Amigos                               | 11                   | -                    | -                    |
| 2011 | New Noise Designed by a Sadist                     | 187                  | -                    | -                    |
| 2015 | Anti-Nasty League                                  | -                    | -                    | -                    |

### Albums live
- 1993 : Weird's Bar and Grill
- 1993 : The Radio 1 Sessions 1986-87
- 2005 : Reformation: Nottingham Rock City 20.01.05
- 2005 : Reformation: Birmingham Carling Academy 22.01.05
- 2005 : Reformation: Birmingham Carling Academy 23.01.05
- 2005 : Reformation: London Shepherds Bush Empire 24.01.05
- 2005 : Reformation: London Shepherds Bush Empire 25.01.05
- 2012 : On Patrol in the UK 2012

### Compilations
- 1988 : Now for a Feast!
- 1993 : 16 Different Flavours of Hell (best-of)
- 1996 : Wise Up Suckers (best-of)
- 2002 : PWEI Product 1986-1994 (anthologie)
- 2008 : The Best of[8]

### Albums remixes
- 1995 : Two Fingers My Friends!
- 2014 : Reclaim The Game (Funk FIFA)

### EP
- 1986 : 2000 Light Ales from Home (sous le nom de Wild and Wandering)
- 1986 : The Poppies Say GRRrrr!
- 1986 : Poppiecock
- 1989 : Very Metal Noise Pollution
- 1994 : Amalgamation (1994)[8]
- 2014 : Watch The Bitch Blow

### DVD
- 1991 : Unspoilt by Progress (VHS)
- 200 : Reformation: Birmingham Carling Academy 23.01.05 (DVD)

### Clips
- Sweet Sweet Pie (1987)
- Love Missile F1-11 (1987)
- Beaver Patrol (1987)
- There Is No Love Between Us Anymore (1988)
- Def.Con.One (1989)
- Can U Dig It? (1989)
- Wise Up! Sucker (1989)
- Touched By The Hand Of Cicciolina (1990)
- X Y & Zee (1990)
- 92°F (1991)
- Karmadrome (1992)
- Bulletproof! (1992)
- Get The Girl! Kill The Baddies! (1993)
- R.S.V.P. (1993)
- Ich Bin Ein Auslander (1994)
- Chaos & Mayhem (2011)
- Oldskool Cool (2011)
- Watch The Bitch Blow (2014)
- Babylon RIP (2014)
- Reclaim The Game (Funk FIFA) (2014)
- Hollow (2014)
- 21st Century English Civil War (2015)
- Angry Man's Deathbed (2015)